# Step Up 3D (nhạc phim)
Step Up 3D: Original Motion Picture Soundtrack là album nhạc phim của bộ phim điện ảnh Step Up 3D. Album được phát hành vào ngày 27 tháng 7 năm 2010.

## Danh sách ca khúc
| STT | Nhan đề                                                                           | Sáng tác                                                                                                 | Sản xuất                                  | Thời lượng |
| --- | --------------------------------------------------------------------------------- | --- | ----------------------------------------- | ---------- |
| 1.  | "Club Can't Handle Me" (Flo Rida hợp tác với David Guetta)                        | Carmen Key, David Guetta, Fred Riesterer, Giorgio Tuinfort, Kasia Livingston, Mike Caren, Tramar Dillard | David Guetta                              | 3:52       |
| 2.  | "My Own Step (Theme from Step Up 3D)" (Roscoe Dash hợp tác với T-Pain & Fabo)     | | Don P                                     | 4:17       |
| 3.  | "This Instant" (Sophia Fresh hợp tác với T-Pain)                                  | | Tha Bizness                               | 3:54       |
| 4.  | "Already Taken" (Trey Songz)                                                      | Jamal Jones, Ester Dean, Tremaine Neverson, Alja Jackson                                                 | Polow da Don,                             | 3:58       |
| 5.  | "This Girl" (Laza Morgan)                                                         | | Julian Bunetta                            | 3:09       |
| 6.  | "Fancy Footwork" (Chromeo)                                                        | | Chromeo                                   | 3:18       |
| 7.  | "Up" (Jesse McCartney hợp tác với Dapo)                                           | Dapo Torimiro, Ester Dean                                                                                | Dapo                                      | 2:43       |
| 8.  | "Freak" (Estelle hợp tác với Kardinal Offishall)                                  | | David Guetta, Nick Van De Wall (Afrojack) | 3:41       |
| 9.  | "Whatchadoin?" (N.A.S.A. hợp tác với M.I.A., Spank Rock, Santigold & Nick Zinner) | | Squeak E. Clean                           | 4:10       |
| 10. | "Tear da Roof Off" (Busta Rhymes)                                                 | Kasseem Dean, Trevor Smith                                                                               | Swizz Beatz                               | 3:37       |
| 11. | "Move (If You Wanna)" (Mims)                                                      | | Da Internz                                | 3:11       |
| 12. | "Shawty Got Moves" (Get Cool)                                                     | | Get Cool                                  | 3:14       |
| 13. | "Irresistible" (Wisin & Yandel)                                                   | | Tainy, Victor "El Nasi"                   | 3:06       |
| 14. | "Queen" (Mary J. Blige)                                                           | | Polow Da Don                              | 2:57       |
| 15. | "No te Quiero" (Sophia Del Carmen hợp tác với Pitbull)                            | Mauricio Gasca, Yoel Henriquez, Sophia Del Carmen                                                        | Mauricio Gasca, Yoel Henriquez            | 3:27       |
| 16. | "Dream Awake"                                                                     | Lauren Evans                                                                                             |                                           | 3:27       |

| Ca khúc tặng kèm phiên bản Mỹ | Ca khúc tặng kèm phiên bản Mỹ | Ca khúc tặng kèm phiên bản Mỹ | Ca khúc tặng kèm phiên bản Mỹ |
| STT                           | Nhan đề                       | Sản xuất                      | Thời lượng                    |
| ----------------------------- | ----------------------------- | ----------------------------- | ----------------------------- |
| 14.                           | "Beggin'" (Madcon)            | 3Elementz                     | 3:35                          |
| 15.                           | "Who You Are" (Jessie J)      | Toby Gab                      | 4:26                          |

| Ca khúc tặng kèm bản Đặc biệt kỹ thuật số | Ca khúc tặng kèm bản Đặc biệt kỹ thuật số        | Ca khúc tặng kèm bản Đặc biệt kỹ thuật số | Ca khúc tặng kèm bản Đặc biệt kỹ thuật số |
| STT                                       | Nhan đề                                          | Sản xuất                                  | Thời lượng                                |
| ----------------------------------------- | ------------------------------------------------ | ----------------------------------------- | ----------------------------------------- |
| 14.                                       | "Beggin'" (Madcon)                               | 3Elementz                                 | 3:35                                      |
| 15.                                       | "Who You Are" (Jessie J)                         | Tray J, Toby Gad                          | 3:26                                      |
| 16.                                       | "Got Your Back" (T.I. hợp tác với Keri Hilson)   |                                           | 4:00                                      |
| 17.                                       | "Let Me C It" (Get Cool hợp tác với Petey Pablo) |                                           | 3:32                                      |
| 18.                                       | "Spirit of the Radio" (J. Randall)               |                                           | 2:59                                      |
| 19.                                       | "Work the Middle" (Ericka June)                  |                                           | 3:39                                      |

Có nhiều ca khúc không được xuất hiện trong danh sách.

## Xếp hạng
| Bảng xếp hạng (2010)       | Vị trí cao nhất |
| -------------------------- | --------------- |
| German Albums Chart        | 14              |
| German LP-Downloads Chart  | 6               |
| Italian Compilations Chart | 10              |

## Liên kết khác
- Trang web chính thức Lưu trữ ngày 24 tháng 7 năm 2010 tại Wayback Machine